# Pagameopsis maguirei
Pagameopsis maguirei är en måreväxtart som beskrevs av Julian Alfred Steyermark. Pagameopsis maguirei ingår i släktet Pagameopsis och familjen måreväxter. Inga underarter finns listade i Catalogue of Life.